# ولفگانگ لوکشی
ولفگانگ لوکشی (آلمانی: Wolfgang Lukschy؛ ۱۹ اکتبر ۱۹۰۵ – ۱۰ ژوئیه ۱۹۸۳) صدا پیشه، بازیگر تئاتر و بازیگر سینما اهل آلمان بود.
از فیلم‌ها یا برنامه‌های تلویزیونی که وی در آن نقش داشته‌است می‌توان به به خاطر یک مشت دلار، طولانی‌ترین روز، و بازی کثیف اشاره کرد.